# Peder Claussøn Friis
Peder Claussøn Friis (1545-1614) (* Rekefjord, Rogaland, 1 de Abril de 1545 † Valle, 15 de Outubro de 1614) foi humanista, topógrafo, tradutor e historiador norueguês. 

## Publicações
- Norriges oc Omliggende Øers sandfærdige Besschriffuelse (Descrição da Noruega e das ilhas adjacentes), publicada postumamente em 1632
- Om alle slags Djur, som ere udi Norrig», De todas as espécies de animais vivos na Noruega
- om Fiske», Sobre os peixes
- om Fugle», Sobre as aves
- om Skove og Træ», Sobre as florestas e as árvores, 1599
- om Urter og Blomster» Sobre as ervas e as flores